# زتا ماهی پرنده
زتا ماهی پرنده یک ستاره است که در صورت فلکی ماهی پرنده قرار دارد.